# Personal area network
Een "personal area network" (PAN) is een computernetwerk dat gebruikt wordt voor communicatie tussen computer-apparaten (waaronder telefoons en PDA's) dicht bij één enkele persoon. De apparaten kunnen juist wel of niet tot diezelfde persoon behoren. Wordt er bijvoorbeeld gekoppeld met een laptop van een andere persoon, dan is er eigenlijk al sprake van een klein LAN. Het bereik van een PAN is meestal enkele meters. PAN's kunnen gebruikt worden voor communicatie tussen de persoonlijke apparaten zelf of om te verbinden met een netwerk op hoger niveau en het Internet (een zogenaamde uplink).
PAN's kunnen fysiek verbonden zijn met bussen van computers, zoals USB en FireWire. Een draadloos PAN (WPAN) kan tevens gerealiseerd worden met netwerk-technologieën zoals Infrarode Data Associatie, Bluetooth en draadloos USB.

## Draadloos
Een Bluetooth-PAN wordt ook wel een piconet genoemd, en is samengesteld tot aan 8 actieve apparaten in een "master-slave" verhouding (tot 255 apparaten kunnen verbonden worden in de "parked"-modus). Het eerste Bluetooth-apparaat in de piconet is de 'master' en alle andere apparaten zijn 'slaves' die met de 'master' communiceren. Een piconet heeft meestal een bereik van 10 meter, alhoewel een bereik tot 100 meter in ideale omstandigheden bereikt kan worden.
Recente innovaties met betrekking tot Bluetooth-antennes staan deze apparaten toe om het bereik waarvoor zij oorspronkelijk waren ontworpen, verre te overtreffen. Tijdens DEF CON 12 waren een groep hackers, die bekendstaan als de "Flexilis", met de juiste apparatuur in staat om verbinding te leggen met bluetooth-apparaten die meer dan een halve mijl uit de buurt waren. De antenne-soort was zelfgemaakt en gebaseerd op de Yagi-antenne. Zij doopten de antenne "De Blauwe Sluipschutter". Dit is een antenne als een stok verbonden met een 'scope' en een Yagi-antenne. Een kabel verbindt de antenne met de Bluetooth-kaart die in een PDA of laptop zit. De laptop kan meegedragen worden in een rugzak, waarmee de kabels verbonden zijn, waardoor men eruitziet als een spokenjager uit de film "Ghostbusters".